# Hollenbek
Hollenbek est une commune allemande du Schleswig-Holstein, située dans l'arrondissement du duché de Lauenbourg (Kreis Herzogtum Lauenburg), à neuf kilomètres au sud-est de la ville de Mölln. Hollenbek fait partie de l'Amt Lauenburgische Seen (« lacs lauenbourgeois ») qui regroupe 25 communes autour de Ratzebourg.